# Ceibas Altas
Ceibas Altas är en ort i Mexiko.   Den ligger i kommunen San Lucas och delstaten Michoacán de Ocampo, i den södra delen av landet, 200 km sydväst om huvudstaden Mexico City. Ceibas Altas ligger 248 meter över havet och antalet invånare är 145.
Terrängen runt Ceibas Altas är kuperad österut, men västerut är den platt. Runt Ceibas Altas är det ganska glesbefolkat, med 30 invånare per kvadratkilometer. Närmaste större samhälle är Huetamo de Núñez, 16,4 km nordväst om Ceibas Altas. I omgivningarna runt Ceibas Altas växer huvudsakligen savannskog.